# Real Colima
Real Colima – meksykański klub piłkarski z siedzibą w mieście Colima, stolicy stanu Colima. Funkcjonował w latach 2006–2009. Domowe mecze rozgrywał na obiekcie Estadio Colima.

## Historia
Chronologia nazw
- Pegaso Real Colima (2006–2007)
- Real Colima (2007–2009)

Klub powstał w czerwcu 2006 na licencji beniaminka drugiej ligi, Pegaso Anáhuac, który był filią pierwszoligowego Atlante FC. Rząd stanu Colima i grupa lokalnych przedsiębiorców zawarli porozumienie z Atlante, na którego mocy przejęli 50% udziałów w Pegaso Anáhuac, przenieśli go do miasta Colima i zmienili nazwę na Pegaso Real de Colima. Przez pierwszy rok działalności Pegaso Real był zarządzany od strony administracyjnej przez władze stanowe, zaś od strony sportowej przez Atlante. Pozostawał filią Atlante i większość składu stanowili zawodnicy, którzy nie mieścili się w pierwszej drużynie tego klubu.
W czerwcu 2007 rząd stanowy i lokalni przedsiębiorcy wykupili od Atlante FC całość udziałów Pegaso Real. Uniezależniono się tym samym od Atlante i usunięto z nazwy klubu człon „Pegaso” (Grupo Pegaso było właścicielem klubu Atlante). Przez kolejne miesiące klub okresowo zmagał się z problemami finansowymi, zalegając pensje swoim zawodnikom.
Przez cały trzyletni okres funkcjonowania zespół występował w drugiej lidze meksykańskiej, niemal wyłącznie z przeciętnymi lub słabymi wynikami. Jedynym wyjątkiem był sezon Clausura 2007, kiedy Pegaso Real zakwalifikował się do ligowej fazy play-off i dotarł w niej do półfinału.
Klub przestał istnieć w czerwcu 2009, kiedy przeniósł się do miasta Hermosillo i zmienił nazwę na Guerreros FC.

## Zawodnicy
- Daniel Alanís (2008)
- Chrystian Araiza (2007)
- Alberto Ascencio (2008–2009)
- Francisco Bravo (2007–2009)
- Martín Calderón (2006)
- Alfonso Cárdenas (2006–2008)
- Leandro Caruso (2007)
- Gerardo Castillo (2006–2007)
- José Omar Cervantes (2006)
- Edwin Cubero (2006)
- Rafael Cuevas (2007)
- Jorge Echavarría (2007–2008)
- Tomás Domínguez (2006–2007)
- Gil Enríquez (2006, 2007–2009)
- Mauricio Espinoza (2007)
- Carlos Fernández (2009)
- Eduardo Fernández (2008)
- Héctor Flores (2007–2009)
- César Fragoso (2006–2008)
- Adrián Gallegos (2009)
- Jorge Gallegos (2006)
- Eduardo García (2008–2009)
- Fabián García (2007)
- José Daniel García (2006–2007)
- Saúl García (2006–2007)
- Carlos Alberto Gómez (2008)
- Gamaliel Gómez (2008–2009)
- Omar Gómez (2007–2008)
- Luis Antonio González (2009)
- Jorge Guerrero (2007)
- Hugo Gutiérrez (2006–2007)
- Carlos Alberto Hernández (2008–2009)
- Francisco Hernández (2007, 2008)
- Fernando Herrera (2006–2007)
- José Islas (2009)
- José Rubén López (2006–2008, 2009)
- Uzziel Lozano (2008)
- César Márquez (2007)
- Edgar Martínez (2007–2009)
- Oscar Martínez (2006)
- Óscar Maturín (2006)
- Jesús Medina (2008)
- Eder Mendoza (2007)
- Carlos Mercado (2008)
- Edgardo Mijarez (2009)
- Héctor Morales (2007–2008)
- Osvaldo Moreno (2008–2009)
- Arturo Muñoz (2006)
- Luis Naranjo (2006–2009)
- Sergio Núñez (2006)
- Omar Osorno (2007–2009)
- Jesús Otero (2008–2009)
- Clemente Ovalle (2006)
- Hernán Padilla (2006)
- Erick Palafox (2007–2009)
- Eder Patiño (2006)
- Eder Peña (2007–2008)
- René Peña (2006–2007)
- Eleno Pereira (2008)
- Rosendo Pérez (2007–2008)
- Sergio Pérez (2007–2008)
- Carlos Ramírez (2006)
- Luciano Rimoldi (2008)
- Adalberto Robles (2006, 2007–2008)
- Hugo Rodríguez (2006, 2007–2008)
- Rolando Rojas (2009)
- Christian Romero (2007)
- Rubén Rubio (2008–2009)
- Gerardo Daniel Ruíz (2007)
- Miguel Sahagún (2007)
- César Sánchez (2007–2008)
- Saúl Sánchez (2008)
- Francisco Sartiaguin (2007–2008)
- José Vicente Sepúlveda (2006–2007)
- Moctezuma Serrato (2008)
- Juan de la Torre (2007)
- Jorge Antonio Valencia (2007–2008)
- Manuel Vargas (2007)
- Prudencio Vargas (2007)
- Víctor Vargas (2006–2007, 2009)
- Salvador Vázquez (2006–2008)
- Israel Velázquez (2007–2008)
- Alan Zamora (2006)

## Trenerzy
- José Guadalupe Cruz (lip 2006 – gru 2006)
- Gastón Obledo (sty 2007 – lis 2007)
- François Omam-Biyik (sty 2008 – mar 2008)
- Julio César Álvarez (mar 2008 – kwi 2008)
- Marco Antonio Sánchez Camacho (cze 2008 – wrz 208)
- Eduardo Rergis (wrz 2008 – gru 2008)
- Rodolfo Martínez (sty 2009 – lis 2009)